# Meroz
Meroz (meroitski:  Medewi ili Bedewi; arapski: مرواه, Meruwah) je ime drevnog grada na istočnoj obali Nila, oko 6 km severoistočno od stanice Kabušija kraj grada Šendija u Sudanu; oko 200 km severoistično od Kartuma. 
Kraj nalazišta se nalazi grupa naselja pod nazivom Bagravija. Grad je poznat kao viševekovna prestolnica države Kuš koja se prostirala ispod Asuana u Egiptu. Po njemu je tadašnja kušanska država nazvana „Kraljevstvo Meroz” (8. – 4. vek p. n. e). Ovo prostrano kraljevstvo se prostiralo od Sredozemlja do središnje Afrike i Meroz svedoči o njihovoj umetničkoj, graditeljskoj, verskoj, jezičnoj i opštekulturnoj razmeni.
Po njemu je naziv dobilo i „Ostrvo Meroz”, tj. moderna pokrajina Butana između reka Nil kod Kartuma na zapadu do reke Atbara na istoku, te od Asuana na severu do Etiopije i Plavog Nila na jugu. U toj pokrajini se, uz Meroz, nalaze ruševine još dva kušanska grada - Musavarat es-Sufra i versko središte Naka, koji su zajedno upisani na Uneskov popis mesta svetske baštine u Africi 2011. godine.
U gradu Meroz, odakle se jedno vreme vladalo celim Egiptom, nalaze se ostaci hramova i domaćinstava, ali i instalacija opsežnog vodonapojnog sistema. Nalazišta Meroz su najpoznatija po više od dvesta piramida grupisanih u tri grupe, a koje se zbog jedinstvenih proporcija i načina gradnje, zovu nubijske piramide.

## Istorija
Meroz je bila južna prestolnica kraljevstva Napata/Meroz (Kuš) koje je cvatalo od 800. do 250. p. n. e. Prema delimično dešifriranim kušanskim tekstovima, grad se izvorno zvao Medewi ili Bedewi (Török, 1998). Iskopanja su otkrila važnu nekropolu kušanskog plemstva iz razdoblja Napata (800. – 280. p. n. e.) na zapadu grada Meroz (Zapadna nekropola).
Meroz kultura se razvila od 22. dinastije trećeg prelaznog razdoblja starog Egipta, koja je bila poreklom iz Kuša. Grad Meroz je dobio na važnosti za vreme kušanskog kralja Arrakkamanija (280. p. n. e) kada je kraljevska nekropola prebačena u Meroz iz grada Napata (Jebel Barkal).
Kada je Rimsko carstvo osvojilo Egipat, Kušansko kraljevstvo sa središtem u Merozu se proširilo prema severu u Egipat. U sukobima koji su usledili s Rimom, Kraljevstvo Meroz je bilo uspešnije i opustošilo je naselja u okolini Asuana, te je njegova vojska uspela da ukrade glavu skulpture cara Avgusta koju su zakopali ispod stepeništa hrama u Merozu. Konačno, obe države su utvrdile granicu kod ostrva Samosa, gde je Meroz potpisao (za njega jako povoljan) mirovni sporazum s carom Avgustom.
Na vrhuncu moći kraljevi Meroza su vladali dolinom Nila u dužini od preko 1.000 km. Kraljevi su delili vlast s kraljicom-majkom (Kandake, titula koja se dugo zadržava u Nubiji i Etiopiji), a dvorjani su bili rizničari, čuvari pečata, vođe arhiva, glavni pisari i dr.
Meroz je u 1. i 2. veku počeo da gubi snagu, uglavnom zbog slabljenja tradicionalne industrije na korist rimskog Egipta. Meroz se spominje u „Putoplovu Eritrejskim morem” (grčki: Περίπλους τὴς Ἐρυθράς Θαλάσσης, latinski: Periplus Maris Erythraei), grčko-rimski putopis koji opisuje navigaciju od rimskog Egipta duž obala Crvenog mora i Afričkog roga do obala Indije:
2. poglavlje:
S desne obale ispod Berenice nalazi se zemlja Berbera. Uz obalu su ribojedi, koji žive u pećinama razbacanim u uskim dolinama. Dalje prema kopnu su Berberi, još dalje su divlji mesožderi i kravožderi, gde svakim plemenom upravlja poglavica; a dalje prema kontinentu, na zemlji prema zapadu, nalazi se grad poznat kao Meroz.
Poslednje razdoblje grada obeleženo je pobedničkom stelom neimenovanog vladara Aksuma (verojatno kralja Ezana) koja je podignuta u Merozu. Prema njezinom natpisu na grčkom jeziku može se pretpostaviti da je „Kralj Aksumita i Omerita” (Aksum i Himjarsko kraljevstvo) vladao oko 330. godine. Dva druga natpisa na giz pismu su pronađena uz obližnje piramide i pretpostavlja se da potiču iz istog razdoblja.
Lokalitet Meroz je ponovno otkrio francuski mineralog Frederik Keliod 1821. godine, a 1834. godine ga je delimično iskopao, u potrazi za blagom, Đuzepe Ferlini. God. 1844. istraživao ga je Karl Ričard Lepsius koji je u Berlin doneo mnoge spomenike. Prve prave arheološke studije iskapanja je sproveo britanski arheolog E. A. Volis Badž od 1902-05, koje je opisao u svom delu „Egipatski Sudan: istorija i spomenici” (London, 1907.). Britanski vojnici su napravili put do piramida i između njih, te su zatrpali iskopine. Džon Garstang sa univerziteta u Liverpoolu je nastavio sa iskapavanjem grada Meroz 1910. godine i otkrio je palatu i nekoliko hramova.
Savremena arheologija nije bila u mogućnosti da istražuje lokalitet Meroz zbog sudanskog građanskog rata (1955–1972, te 1983-2005).

## Odlike
Meroz je bilo snažno kraljevstvo čije je bogatstvo dolazilo iz razvijene industrije i proizvodnje gvožđa, kojim se trgovalo sve do Indije i Kine. Meroz je takođe izvozio egzotične afričke životinje, nakit i tekstil od pamuka, čija je proizvodnja dosegla vrhunac oko 400. p. n. e. Nadalje, Meroz je bio bogat zlatom o čemu svedoči i koren egipatske reči za zlato, nub po Nubiji.
Meroz je provodio kompleksne sisteme navodnjavanja s vodenicama sakia kako bi se poboljšala poljoprivreda u njegovoj polu-pustinjskoj okolini. U gradu su pronađeni ostaci palate, nekoliko hramova i brojnih domaćinstava.
U nekropolama je otkriveno kako su se piramide gradile iznad grobnih komora s ostacima sahranjenih ili mumifikovanih tela koja su bila bogato ukrašena nakitom od zlata (sada u muzejima u Minhenu i Berlinu). Na zidovima su oslikani kraljevi i njihove kraljice-majke (Kentake), te nekoliko poglavlja Knjige mrtvih. Nekoliko stela je bilo ispisano meroitskim pismom, kao i nekoliko metalnih i keramičkih posuda pronađenih u grobovima. Ponajbolji kameni reljefi su 1905. odnešeni u Britanski muzej (London), te delom u muzeju u Kartumu.
Do 3. veka p. n. e. egipatske hijeroglife je zamenilo autohtono meroitsko pismo koje ima 23 slova nastala kao prevod hijeroglifa na meroitski jezik. ono je nastalo od 7. do 2. veka p. n. e, u koje vreme se koristio i staronubijski jezik, koji se pisao koptskim pismom.
Meroska vera je bila mnogobožna i najviše se poštovao bog Apedemak, bog-ratnik s lavljom glavom koji je bio sin Sekmeta, ali su se poštovala i egipatska božanstva uvezena sa severa, kao što su: Amon, Tefnut, Horus, Izida, Tot i Satis.
- Karl Ričard Lepsius, Musavarat en Sufra 1840-ih
- Apedemakov hram u Naki
- Piramida kraljice Amanitore
- Reljef kralja Amanitenmomide iz njegove piramide (Muzejsko ostrvo, Berlin)
- Nakit kraljice Amanishaketo, Berlin

## Literatura
- Bianchi, Steven (1994). The Nubians: People of the ancient Nile. Brookfield, Conn.: Millbrook Press. ISBN 978-1-56294-356-1.
- Davidson, Basil (1966). Africa, History of A Continent. London: Weidenfeld & Nicolson. стр. 41—58.
- Shinnie, P. L. (1967). Meroe, a civilization of Sudan. Ancient People and Places. 55. London/New York: Thames and Hudson.
- Chapman, Suzanne E. (1952). The Royal Cemeteries of Kush: Volume III: Decorated Chapels of the Meroitic Pyramids at Meroë and Barkal (на језику: енглески). The Museum of Fine Arts, Boston, Massachusetts.
- Dunham, Dows (1957). The Royal Cemeteries of Kush: Volume IV: Royal Tombs at Meroë and Barkal (на језику: енглески). The Museum of Fine Arts, Boston, Massachusetts.
- Edwards, David N. (2004). The Nubian Past: An Archaeology of the Sudan (на језику: енглески). Routledge. ISBN 978-1-134-20087-0.
- Eide, Tormod; Hägg, Tomas; Holton Pierce, Richard; Török, László (1996). Fontes Historiae Nubiorum: Textual Sources for the History of the Middle Nile Region Between the Eighth Century BC and the Sixth Century AD: Vol. II: From the Mid-Fifth to the First Century BC (на језику: енглески). University of Bergen. ISBN 82-91626-01-4. Архивирано из оригинала 22. 05. 2024. г. Приступљено 03. 10. 2023.
- Eide, Tormod; Hägg, Tomas; Holton Pierce, Richard; Török, László (1998). Fontes Historiae Nubiorum: Textual Sources for the History of the Middle Nile Region Between the Eighth Century BC and the Sixth Century AD: Vol. III: From the First to the Sixth Century AD (на језику: енглески). University of Bergen. ISBN 82-91626-07-3. Архивирано из оригинала 22. 05. 2024. г. Приступљено 03. 10. 2023.
- Kuckertz, Josefine (2021). „Meroe and Egypt”. UCLA Encyclopedia of Egyptology (на језику: енглески).
- Török, László (2015). The Kingdom of Kush: Handbook of the Napatan-Meroitic Civilization (на језику: енглески). BRILL. ISBN 978-90-04-29401-1.
- Wolf, Pawel; Riedel, Alexandra (2019). „Meroe, Sudan. Fieldwork at the Royal Cemeteries of Meroe – A Progress report of the Qatari Mission for the Pyramids of Sudan. The years 2017 and 2018”. E-Forschungsberichte (на језику: немачки): 189—196. ISSN 2198-7734. doi:10.34780/ja1u-r1dj.
- Yellin, Janice W. (2020). „Prolegomena to the Study of Meroitic Art”. The Oxford Handbook of Ancient Nubia (на језику: енглески). Oxford University Press. ISBN 978-0-19-049627-2.
- Yellin, Janice W. (2020b). „The Royal and Elite Cemeteries at Meroe”. The Oxford Handbook of Ancient Nubia (на језику: енглески). Oxford University Press. ISBN 978-0-19-752183-0.